# Elephantulus brachyrhynchus
Espèce
Statut de conservation UICN

 LC  : Préoccupation mineure
Elephantulus brachyrhynchus est une espèce de rats à trompe, des insectivores d'Afrique subsaharienne.

## Taxonomie
L'épithète spécifique brachyrhynchus, « à bec court », est dérivée du grec brachy-/βραχυ-, « court », et rhynchos/ρυνχος, « bec ». Des espèces d'oiseaux ont reçu la même épithète, Anser brachyrhynchus ou un terme voisin Corvus brachyrhynchos.